# Bolo (aliment)
|  | Per a altres significats, vegeu «Bolo (desambiguació)». |

El bolo és un producte alimentari que s'obté a partir dels ingredients que proporciona la matança del porc. És una elaboració típica de Vilafranca, així com d'altres pobles de la comarca dels Ports i de les comarques veïnes de Terol. És considerada una de les preparacions més curioses de la matança.
La recepta més comuna del bolo conté ceba, arròs, sang de bacó, sagí de bacó, farina, pa, canyella, pebre i sal. Per tant, és un producte molt semblant a la botifarra pel que fa als seus ingredients, amb l'única diferència de que en aquest cas el bolo conté farina i menys quantitat de sang.
La versió terolenca del bolo, a diferència de la valenciana, s'elabora amb pa sec i formatge, i sense farina, ni ceba, ni arròs.